# Daniel Burman
Daniel Burman (ur. 29 sierpnia 1973 w Buenos Aires) – argentyński reżyser, scenarzysta i producent filmowy. Jeden z twórców ruchu znanego pod nazwą nowe kino argentyńskie.

## Życiorys
Reżyser wywodzi się z rodziny polskich Żydów. Ma podwójne obywatelstwo – argentyńskie i polskie, podobnie jak główny bohater jego najsłynniejszego filmu, Paszport do raju (2004). Obraz przyniósł Burmanowi dwa Srebrne Niedźwiedzie na 54. MFF w Berlinie: Grand Prix Jury oraz nagrodę za rolę aktorską dla Daniela Hendlera.
Zasiadał w jury sekcji "Un Certain Regard" na 74. MFF w Cannes (2021).